# Phyllodactylus pumilus
Espèce
Synonymes
- Phyllodactylus pumilius Dixon & Huey, 1970

Phyllodactylus pumilus est une espèce de geckos de la famille des Phyllodactylidae.

## Répartition
Cette espèce est endémique de la cordillère de Balzar en Équateur. Sa présence est incertaine au Pérou.

## Publication originale
- Dixon & Huey, 1970 : Systematics of the lizards of the Gekkonid genus Phyllodactylus on mainland South America. Los Angeles County Museum Contributions in Science, no 192, p. 1-78.